# 飛騨エアパーク

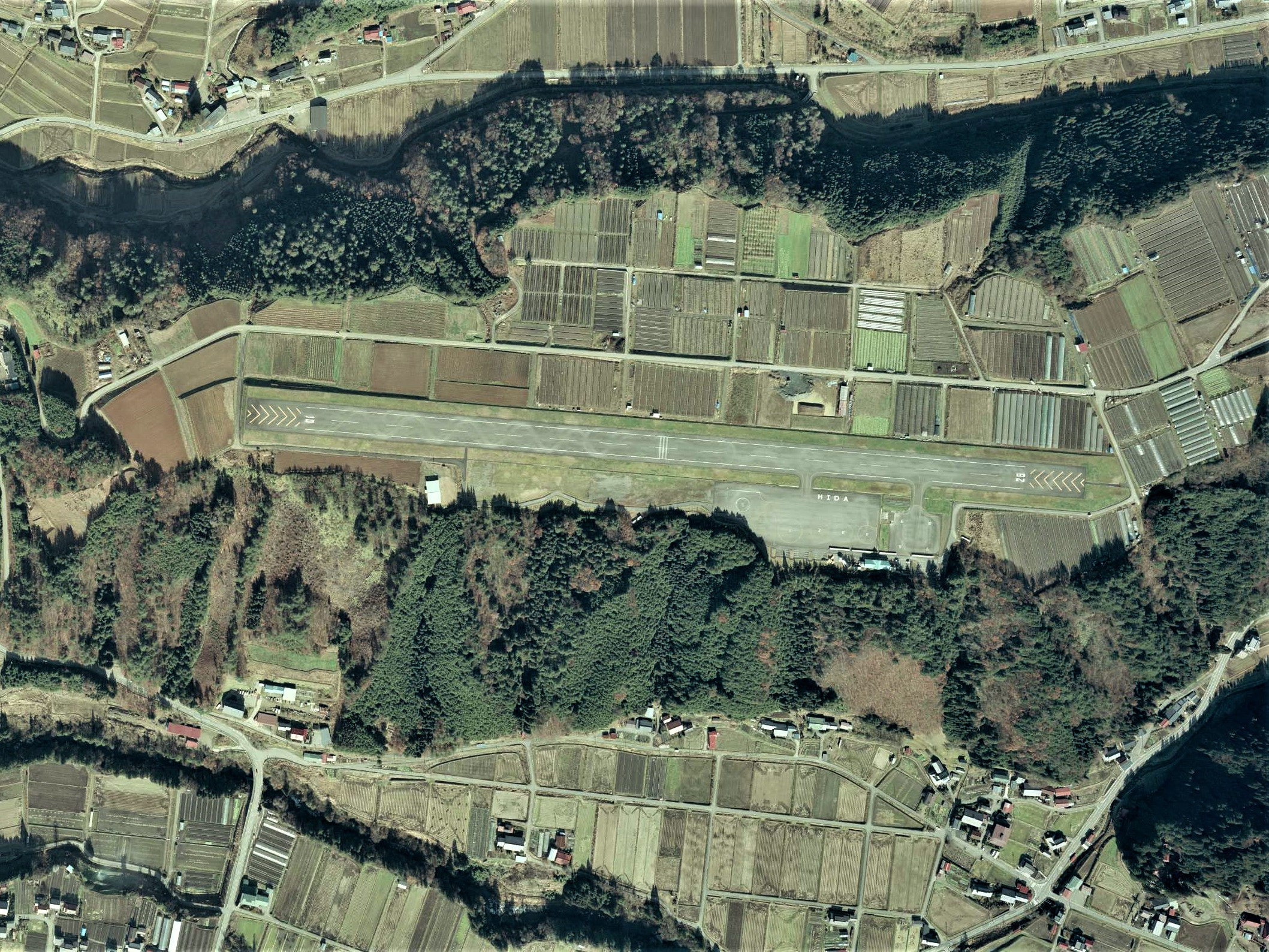
飛騨エアパーク付近の空中写真（2008年12月3日撮影）

飛騨エアパーク（ひだエアパーク）は、岐阜県高山市丹生川町にある農道離着陸場。岐阜県が国の補助を得て建設し、1995年（平成7年）6月に開場した。
正式名称は「飛騨農道離着陸場」。

## 概要
1991年から1997年にかけて全国8か所に建設された農道離着陸場の一つで、全国で4番目に開場した。滑走路標高は714メートルであり、固定翼航空機用滑走路の中では日本一標高の高い空港となっている。また、ヘリポートも併設されており、「飛騨ヘリポート」として兼用されている。近くには、見学の丘、みはらし広場がある。
当初の目的は、フライト農業による農産物の「飛騨ブランド」の確立、新たな流通システムの開発・新たな銘柄産品・産地づくりなどの新たな農業の展開を図る基地としての活用であった。
近年の農産物航送は現状、年1回程度となっているが、全国に点在する農道空港において、唯一本来の用途である農産物の航送に供されている。
現在は主に、
1. 地震・台風・豪雨被害などの被害状況把握、捜索救助、緊急物資輸送、林野火災防御等の「防災活動拠点」
2. 陸上交通不便地から緊急患者搬送、緊急傷病者発生地への医師等搬送、高度医療機関への転院搬送等の「救急医療活動拠点」
3. モーターグライダー・ラジコン大会・体験フライトなどのスカイスポーツレジャーを含む各種イベント等の「多目的使用拠点」

として、活用されている。

## 施設概要
- 設置者：岐阜県飛騨農林事務所
- 委託管理者：社団法人飛騨エアパーク協会　会長　國島芳明（高山市長）
- 管理棟 ： 事務室（気象観測設備、無線設備等）・休憩室
- 標点：36°10′34″N 137°19′00″E
- 面積：10.2 ha
- 滑走路：800×25 m（着陸帯：920×60 m)
- 磁方位：10/28
  - 駐機場 2バース
- ヘリポート着陸帯:35×30 m
  - 駐機場 5バース
- 飛騨フライトサービス 130.75MHz

## ギャラリー

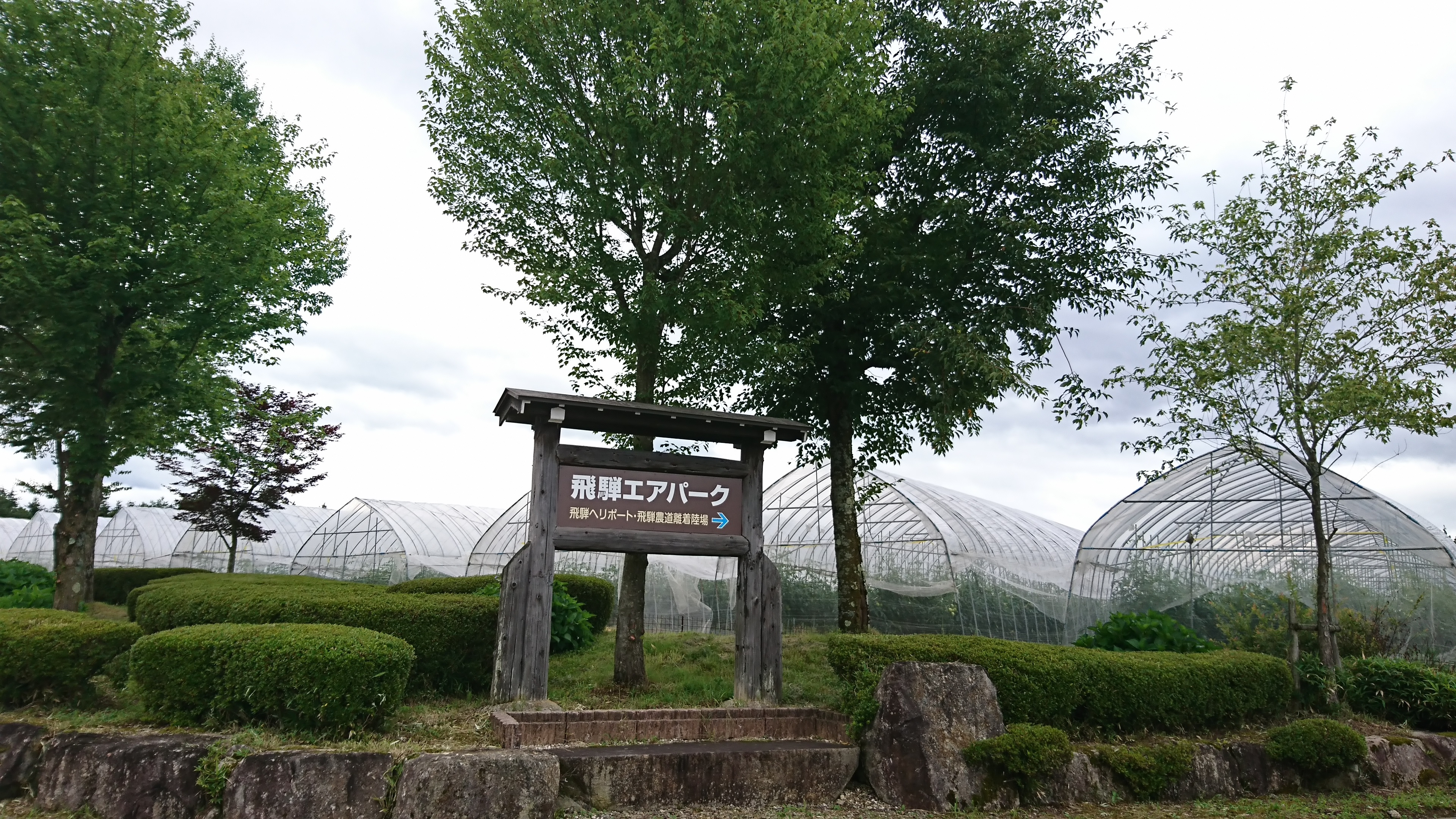
飛騨エアパーク案内看板
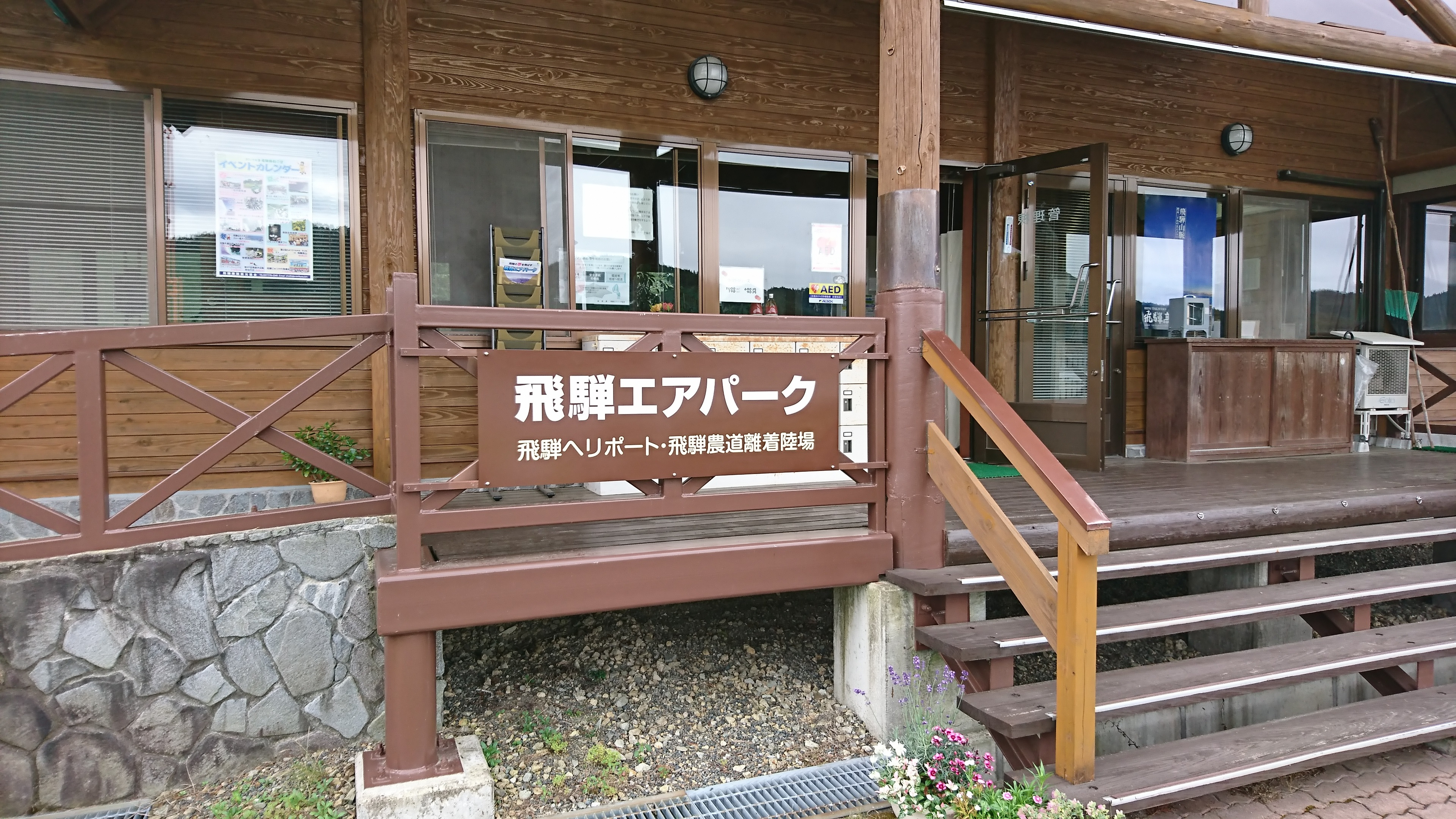
管理棟入り口
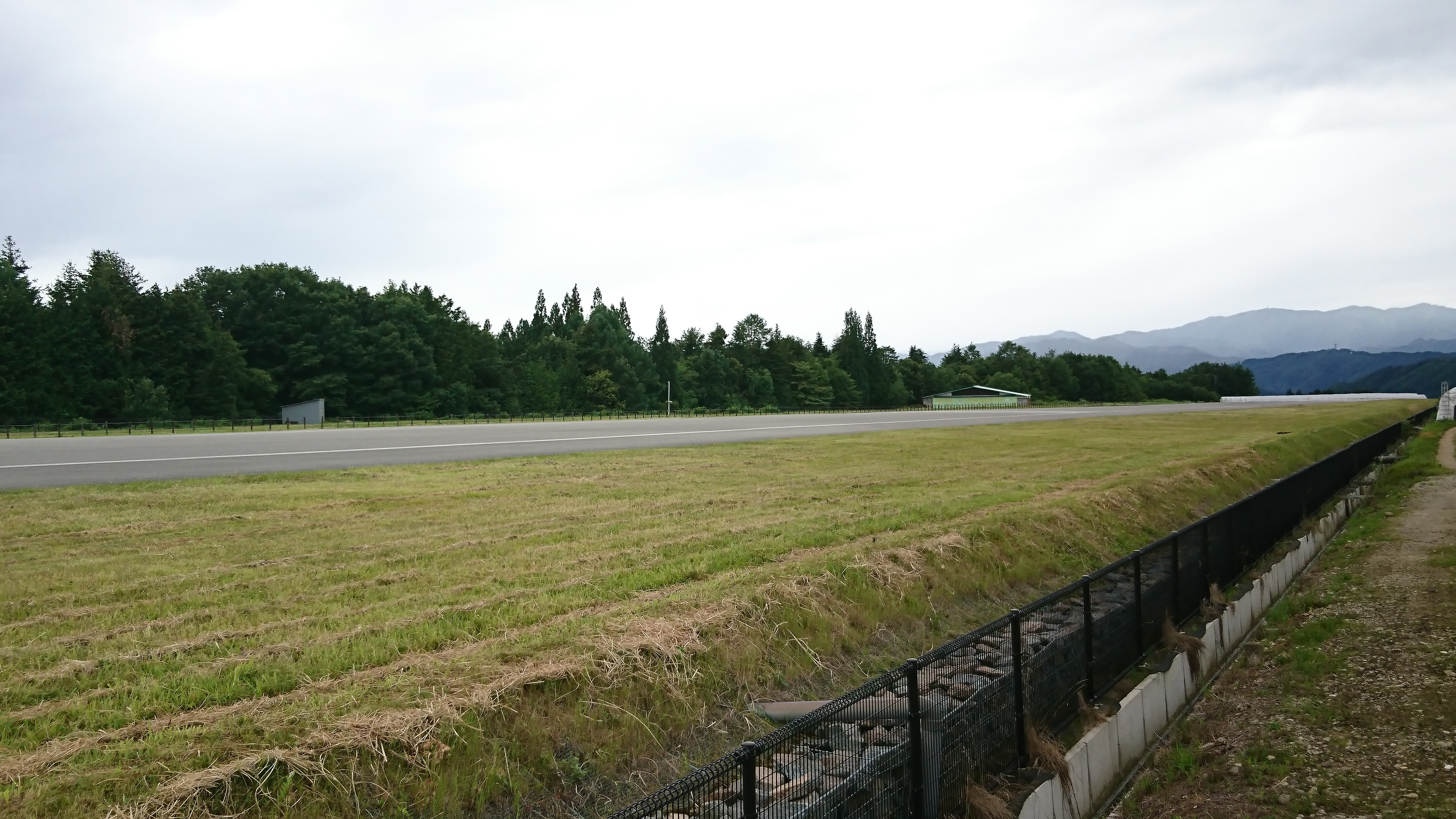
滑走路遠景
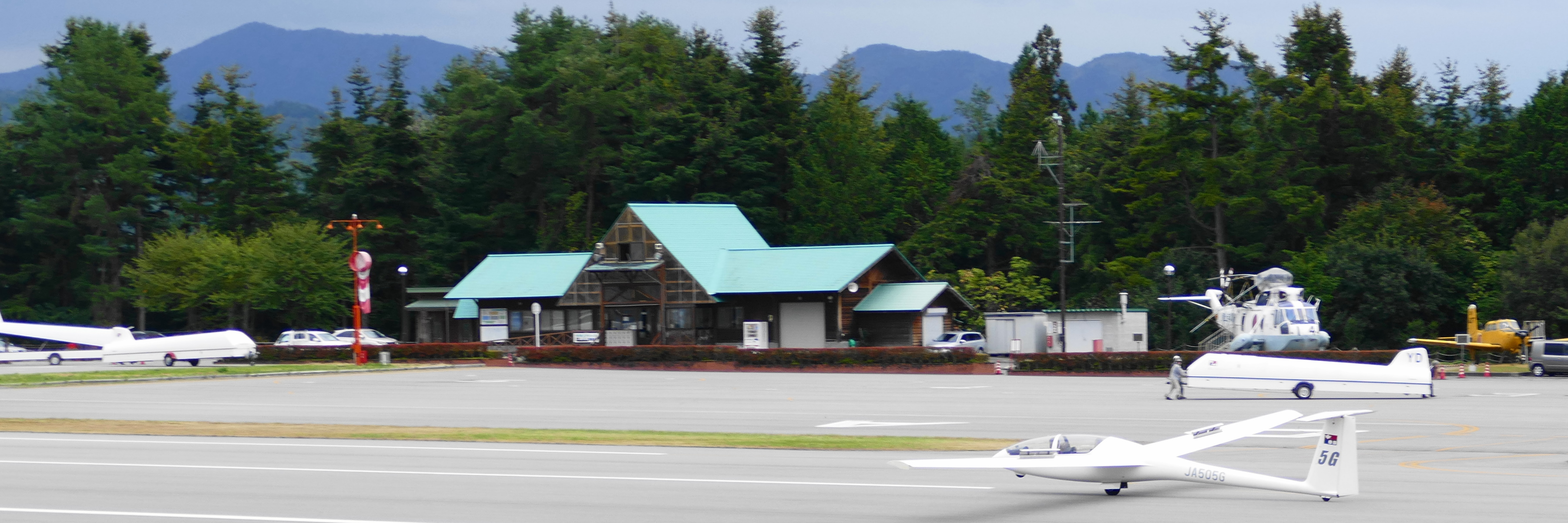
運用時の遠景